# Élections parlementaires polonaises de 2019
Les élections parlementaires polonaises de 2019 (en polonais : Wybory parlamentarne w Polsce w 2019 roku) se tiennent le 13 octobre 2019 afin d'élire les 460 députés de la IXe législature de la Diète et les 100 sénateurs de la Xe législature du Sénat, pour un mandat de quatre ans.
Le scrutin est marqué par un taux de participation record depuis la chute du communisme, avec plus de 60 % des inscrits. Le scrutin voit le retour au Parlement des formations de centre gauche après quatre ans d'absence, ainsi que des partis d'extrême droite, exclus des assemblées depuis 2007.
Recueillant le plus important pourcentage jamais obtenu depuis le retour de la démocratie, les partis de droite rassemblés autour de Droit et justice conservent leur majorité absolue à la Diète et la perdent de peu au Sénat. Un mois après le scrutin, le président du Conseil des ministres sortant, Mateusz Morawiecki, forme son second gouvernement.

## Contexte

### Politique

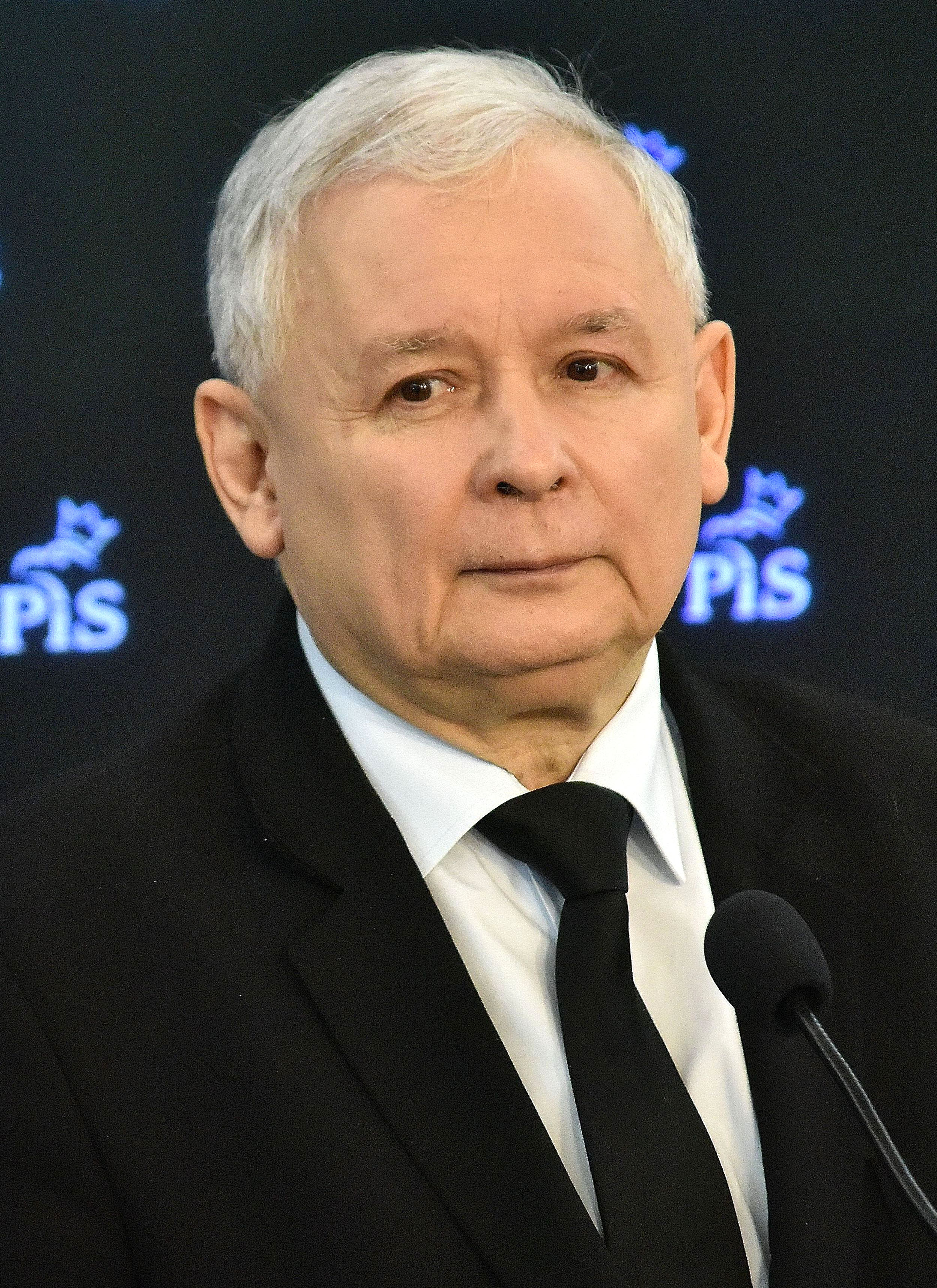
Jarosław Kaczyński, président de Droit et justice.

Le parti conservateur Droit et justice (PiS) est majoritaire au Parlement depuis le scrutin d'octobre 2015, où il obtient 37,6 % des suffrages et 235 élus à la Diète, et 40 % et 61 sièges au Sénat. De 2015 à 2017, Beata Szydło est présidente du Conseil des ministres, à la tête d'un gouvernement comprenant également Pologne solidaire et La Pologne ensemble, alliés de PiS. Elle cède ensuite sa place à Mateusz Morawiecki. Le président de PiS, Jarosław Kaczyński, est cependant considéré comme l'homme fort du pays.
Le principal parti d'opposition est la formation libérale-conservatrice Plate-forme civique (PO), au pouvoir entre 2007 et 2015. Elle est dirigée par Grzegorz Schetyna, qui renonce — au profit de Małgorzata Kidawa-Błońska — à briguer la présidence du Conseil en cas de victoire. La PO perd la plupart des scrutins depuis son échec aux élections présidentielle et parlementaires de 2015, notamment les élections européennes de mai 2019. La gauche, dont le principal parti est l'Alliance de la gauche démocratique (SLD), est absente du Parlement sortant, ce qui a constitué une première en 2015.
Durant la législature, l'exécutif est confronté à de vives tensions avec l’opposition en raison de sa réforme du système judiciaire, que le gouvernement présente comme un moyen d’écarter les magistrats nommés sous le communisme et de rendre la justice plus efficace mais que l’opposition considère comme politiquement motivée. La question migratoire est également un point de dissension, PiS s’opposant aux quotas de migrants fixés par la Commission européenne et acceptés par le gouvernement précédent.

### Économique
Au moment des élections législatives de 2019, la situation économique de la Pologne est parmi l'une des meilleures en Europe : la croissance atteint 5 % (contre environ 1,5 % pour les pays de l’Union européenne), le chômage est à 3,8 % (le taux le plus bas depuis la fin du communisme), le déficit public est stabilisé à 1,6 % du PIB et la dette publique demeure sous les 50 % du PIB. Pour freiner l’émigration et relancer la natalité, le gouvernement sortant a exonéré d'impôt les travailleurs de moins de 26 ans et augmenté les allocations familiales.
Droit et justice s'attire une forte popularité en menant une politique étatique et sociale visant à établir un « État-providence à la polonaise » via notamment la mise en place d'aides familiales, la gratuité des médicaments pour les plus de 75 ans, l'abaissement de l'âge de la retraite à 65 ans pour les hommes et 60 ans pour les femmes, la taxation des institutions financières, la renationalisation de plusieurs banques et une politique générale favorisant le développement des entreprises polonaises, dans le contexte d'une économie passé sous contrôle étranger lors de la sortie du communisme dans les années 1990. La majorité a également réformé la TVA et fait voter des réformes contre la délinquance financière. La mise en œuvre de ces mesures permet à PiS de bénéficier d'apparaître comme un parti tenant ses engagements électoraux,.
Cette politique sociale généreuse ne s'établit pas au détriment de l'économie polonaise, qui affiche de bons indicateurs. Contrairement aux prévisions des économistes, le gouvernement propose un budget en équilibre pour 2020.

### International
La majorité sortante est considérée comme eurosceptique, antigermanique et atlantiste. Au sein de l’Union européenne, opposée à la vision davantage fédérale défendue par Emmanuel Macron et Angela Merkel, elle participe à la relance du groupe de Visegrád (V4) afin de défendre l’« identité européenne » contre l’« islamisation » du continent et la politique migratoire libérale prônée par les pays d’Europe occidentale. En 2017, visant la réforme de la justice menée dans le pays, la Commission européenne déclenche contre la Pologne la procédure mentionnée à l’article 7 du traité sur l'Union européenne prévoyant des sanctions en cas d’atteinte aux droits fondamentaux ; ce conflit avec les institutions européennes n'a guère de conséquences sur la popularité de Droit et justice.

## Système électoral
La Pologne est dotée d'un Parlement bicaméral. Celui-ci est composé d'une chambre basse, la Diète (ou Sejm), et d'une chambre haute, le Sénat. Les deux chambres sont renouvelées simultanément pour des mandats de quatre ans, selon des modes de scrutin différents.
La Diète est dotée de 460 sièges pourvus au scrutin proportionnel plurinominal dans 41 circonscriptions électorales de 7 à 19 sièges en fonction de leur population. Les électeurs votent pour des candidats dans leur circonscription, et un vote pour un candidat équivaut à un vote pour le parti auquel il est affilié. Une fois le décompte des voix effectué, les sièges sont répartis à tous les partis ayant franchi le seuil électoral de 5 % des votes valides (8 % pour les coalitions) en proportion de leurs résultats en voix au niveau national, selon une version modifiée de la méthode de Sainte-Laguë. Les partis répartissent ensuite les sièges qu'ils ont obtenus à ceux de leurs candidats ayant individuellement recueilli le plus de suffrages. La minorité allemande est exceptionnellement exemptée de seuil électoral. Par ailleurs, les listes présentées par les partis doivent obligatoirement comporter un minimum de 35 % de chacun des deux sexes.
Le Sénat est quant à lui doté de 100 sièges pourvus au scrutin uninominal majoritaire à un tour dans autant de circonscriptions.

## Forces en présence
Les partis politiques se réunissent en 2019 en plusieurs coalitions, dont seule la Coalition civique prend la forme d'une coalition officielle au regard de la loi électorale polonaise, et se trouve par conséquent soumise au seuil électoral relevé à 8 %. Les autres coalitions, officieuses, consistent en des listes communes de candidats sous le nom d'un seul parti et sont donc soumises au seuil de base de 5 % des suffrages exprimés.
| Coalition | Coalition                                             | Parti                                           | Parti                                                     | Idéologie et positionnement                         | Chef de file                          | Résultats en 2015                         |
| --------- | ----------------------------------------------------- | ----------------------------------------------- | --------------------------------------------------------- | --------------------------------------------------- | ------------------------------------- | ----------------------------------------- |
|           | Droit et justice Droite unie (ZP)                     |                                                 | Droit et justice (PiS)                                    | Droite National-conservatisme, conservatisme social | Jarosław Kaczyński                    | 37,58 % des voix 235 députés 61 sénateurs |
|           | Droit et justice Droite unie (ZP)                     | Alliance de Jarosław Gowin (PJG)                | Centre droit Libéral-conservatisme, démocratie chrétienne | Jarosław Gowin                                      |                                       | 37,58 % des voix 235 députés 61 sénateurs |
|           | Droit et justice Droite unie (ZP)                     | Pologne solidaire (SP)                          | Droite Solidarisme, national-conservatisme                | Zbigniew Ziobro                                     |                                       | 37,58 % des voix 235 députés 61 sénateurs |
|           | Droit et justice Droite unie (ZP)                     | Parti républicain                               | Droite Républicanisme, conservatisme                      | Anna Siarkowska                                     | –                                     |                                           |
|           | Droit et justice Droite unie (ZP)                     | Parti populaire polonais « Piast » (pl)         | Centre droit Agrarisme, démocratie chrétienne             | Zdzisław Podkański                                  | –                                     |                                           |
|           | Coalition civique (KO)                                |                                                 | Plate-forme civique (PO)                                  | Centre Centrisme, libéralisme                       | Grzegorz Schetyna                     | 24,09 % des voix 138 députés 34 sénateurs |
|           | Coalition civique (KO)                                | .Moderne (.N)                                   | Centre Libéralisme, libéralisme économique                | Katarzyna Lubnauer                                  | 7,60 % des voix 28 députés 0 sénateur |                                           |
|           | Coalition civique (KO)                                | Initiative polonaise (IPl)                      | Centre gauche Progressisme, féminisme                     | Barbara Nowacka                                     | –                                     |                                           |
|           | Coalition civique (KO)                                | Les Verts                                       | Gauche Écologie politique, progressisme                   | Marek Kossakowski                                   | –                                     |                                           |
|           | Coalition civique (KO)                                | Mouvement pour l'autonomie de la Silésie (RAŚ)  | Centre Localisme, autonomisme                             | Jerzy Gorzelik                                      | –                                     |                                           |
|           | Parti paysan polonais Coalition polonaise (KP)        |                                                 | Parti paysan polonais (PSL)                               | Centre Agrarisme, démocratie chrétienne             | Władysław Kosiniak-Kamysz             | 5,13 % des voix 16 députés 1 sénateur     |
|           | Parti paysan polonais Coalition polonaise (KP)        | Kukiz'15 (K'15)                                 | Centre droit Populisme, démocratie directe                | Paweł Kukiz                                         | 8,81 % des voix 42 députés 0 sénateur |                                           |
|           | Parti paysan polonais Coalition polonaise (KP)        | Union des démocrates européens (UED)            | Centre Centrisme, social-libéralisme                      | Elżbieta Bińczycka                                  | –                                     |                                           |
|           | Parti paysan polonais Coalition polonaise (KP)        | Parti démocratique (SD)                         | Centre Libéralisme, social-libéralisme                    | Paweł Piskorski                                     | –                                     |                                           |
|           | Parti paysan polonais Coalition polonaise (KP)        | Silésiens ensemble (en) (ŚR)                    | Centre Localisme, autonomisme                             | Leon Swaczyna                                       | –                                     |                                           |
|           | Alliance de la gauche démocratique La Gauche (Lewica) |                                                 | Alliance de la gauche démocratique (SLD)                  | Centre gauche Social-démocratie, troisième voie     | Włodzimierz Czarzasty                 | –                                         |
|           | Alliance de la gauche démocratique La Gauche (Lewica) | Printemps (Wiosna)                              | Centre gauche à gauche Social-démocratie, progressisme    | Robert Biedroń                                      | –                                     |                                           |
|           | Alliance de la gauche démocratique La Gauche (Lewica) | La Gauche ensemble (Lewica Razem)               | Gauche Socialisme démocratique, populisme de gauche       | Adrian Zandberg                                     | 3,62 % des voix 0 député 0 sénateur   |                                           |
|           | Confédération                                         |                                                 | KORWiN                                                    | Droite Paléo-libertarianisme, laissez-faire         | Janusz Korwin-Mikke                   | 4,76 % des voix 0 député 0 sénateur       |
|           | Confédération                                         | Mouvement national (RN)                         | Extrême droite Nationalisme, anti-mondialisme             | Robert Winnicki                                     | –                                     |                                           |
|           | Confédération                                         | Confédération de la couronne polonaise (Korona) | Extrême droite Monarchisme, traditionalisme               | Grzegorz Braun                                      | –                                     |                                           |
|           | Confédération                                         | Union des familles chrétiennes (ZChR)           | Droite Droite chrétienne, conservatisme sociétal          | Bogusław Rogalski                                   | –                                     |                                           |
|           | Confédération                                         | Parti des chauffeurs                            | Centre Populisme, Anti-bureaucratie                       | Lech Kędzierski                                     |                                       |                                           |
|           | Confédération                                         | Ligue nationale                                 | Droite Démocratie nationale, Nationalisme polonais        | Zbigniew Lipiński                                   |                                       |                                           |

## Campagne
Les principaux thèmes de campagne de Droit et justice sont le renforcement de l'État-providence (promesse d'une nouvelle allocation familiale et d’une hausse du salaire minimum), la baisse du niveau des prélèvements obligatoires et la consolidation de sa réforme controversée du système judiciaire visant à mettre un terme à la « politisation des juges »,.
La thématique des droits LGBT est au cœur de la campagne. La majorité sortante refuse un renforcement de ces droits, considérant qu'il s'agirait d'une menace pour les familles et valeurs traditionnelles polonaises. Robert Biedroń, dirigeant du parti Printemps, ouvertement homosexuel, est le principal défenseur de cette cause.

## Sondages

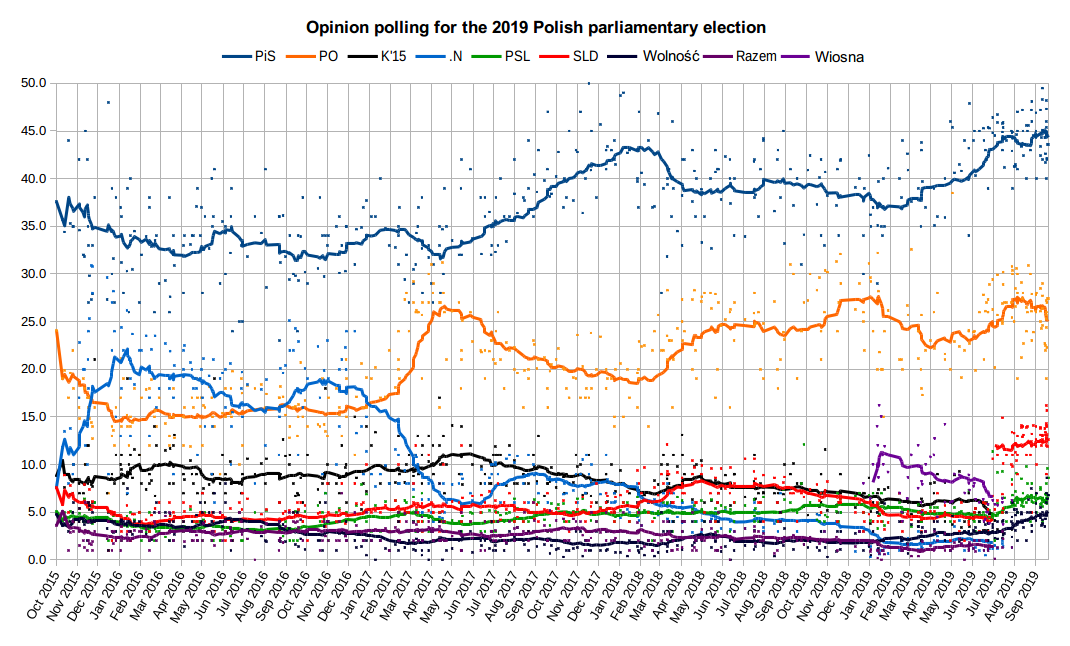
sondages en vue des élections parlementaires polonaises de 2019

### Liste des derniers sondages
Les résultats listés ne tiennent pas compte de l'abstention, les pourcentages pour chaque parti sont donc recalculés pour atteindre 100 %.
| Date            | Sondeur           | Échantillon       | ZP    | KO    | L     | KP   | K    | Autres |
| --------------- | ----------------- | ----------------- | ----- | ----- | ----- | ---- | ---- | ------ |
| Date            | Sondeur           | Échantillon       |       |       |       |      |      | Autres |
| 13 octobre 2019 | Élections de 2019 | Élections de 2019 | 43,59 | 27,40 | 12,56 | 8,55 | 6,81 | 1,09   |
| 11 octobre 2019 | IBRiS             | 1100              | 47    | 25    | 15,7  | 6,6  | 5,3  | 0,4    |
| 11 octobre 2019 | IBSP              | 1002              | 42,1  | 27    | 15,7  | 6,3  | 8,6  | 0,3    |
| 10 octobre 2019 | Indicator         | 1000              | 47,3  | 27,1  | 13,4  | 7,3  | 5,0  | -      |
| 10 octobre 2019 | Estymator         | 1007              | 48,2  | 25,3  | 14,1  | 6,8  | 4,9  | 0,7    |
| 10 octobre 2019 | Pollster          | 1059              | 45,4  | 27,2  | 14,3  | 7,0  | 4,7  | 1,4    |
| 10 octobre 2019 | Kantar            | 1503              | 43,5  | 28,3  | 13    | 7,6  | 7,6  | -      |
| 10 octobre 2019 | Social Changes    | 1010              | 47,3  | 24,4  | 16,2  | 6,1  | 6,0  | -      |
| 10 octobre 2019 | CBOS              | 1013              | 52,3  | 21,6  | 10,2  | 9,1  | 6,8  | -      |

## Résultats

### Diète
| Composition de la Diète à la suite des élections parlementaires |                                          |                                         |            |       |      |               |               |
| Parti                                                           | Parti                                    | Parti                                   | Voix       | %     | +/-  | Sièges        | +/-           |
|                                                                 |                                          | Droit et justice                        | 8 051 935  | 43,59 | 6,01 | 199           | 18            |
|                                                                 | Alliance de Jarosław Gowin               | 18                                      | 8 051 935  | 43,59 | 6,01 | 10            |               |
|                                                                 | Pologne solidaire                        | 17                                      | 8 051 935  | 43,59 | 6,01 | 8             |               |
|                                                                 | Parti républicain                        | 1                                       | 8 051 935  | 43,59 | 6,01 | en stagnation |               |
|                                                                 | Parti populaire polonais « Piast »       | 0                                       | 8 051 935  | 43,59 | 6,01 | en stagnation |               |
| Total Droite unie                                               | Total Droite unie                        | 235                                     | 8 051 935  | 43,59 | 6,01 | en stagnation |               |
|                                                                 |                                          | Plate-forme civique                     | 5 060 355  | 27,40 | 4,29 | 119           | 19            |
|                                                                 | .Moderne                                 | 8                                       | 5 060 355  | 27,40 | 4,29 | 20            |               |
|                                                                 | Initiative polonaise                     | 4                                       | 5 060 355  | 27,40 | 4,29 | 4             |               |
|                                                                 | Les Verts                                | 3                                       | 5 060 355  | 27,40 | 4,29 | 3             |               |
|                                                                 | Mouvement pour l'autonomie de la Silésie | 0                                       | 5 060 355  | 27,40 | 4,29 | en stagnation |               |
| Total Coalition civique                                         | Total Coalition civique                  | 134                                     | 5 060 355  | 27,40 | 4,29 | 32            |               |
|                                                                 |                                          | Alliance de la gauche démocratique      | 2 319 946  | 12,56 | 1,39 | 24            | 24            |
|                                                                 | Printemps                                | 19                                      | 2 319 946  | 12,56 | 1,39 | 19            |               |
|                                                                 | La Gauche ensemble                       | 6                                       | 2 319 946  | 12,56 | 1,39 | 6             |               |
| Total La Gauche                                                 | Total La Gauche                          | 49                                      | 2 319 946  | 12,56 | 1,39 | 49            |               |
|                                                                 |                                          | Parti paysan polonais                   | 1 578 523  | 8,55  | 5,39 | 23            | 7             |
|                                                                 | Kukiz'15                                 | 6                                       | 1 578 523  | 8,55  | 5,39 | 36            |               |
|                                                                 | Union des démocrates européens           | 1                                       | 1 578 523  | 8,55  | 5,39 | 1             |               |
|                                                                 | Parti démocratique                       | 0                                       | 1 578 523  | 8,55  | 5,39 | en stagnation |               |
|                                                                 | Silésiens ensemble                       | 0                                       | 1 578 523  | 8,55  | 5,39 | en stagnation |               |
| Total Coalition polonaise                                       | Total Coalition polonaise                | 30                                      | 1 578 523  | 8,55  | 5,39 | 28            |               |
|                                                                 |                                          | KORWiN                                  | 1 256 953  | 6,81  | 1,97 | 5             | 5             |
|                                                                 | Mouvement national                       | 5                                       | 1 256 953  | 6,81  | 1,97 | 5             |               |
|                                                                 | Confédération de la couronne polonaise   | 1                                       | 1 256 953  | 6,81  | 1,97 | 1             |               |
|                                                                 | Union des familles chrétiennes           | 0                                       | 1 256 953  | 6,81  | 1,97 | en stagnation |               |
|                                                                 | Parti des chauffeurs                     | 0                                       | 1 256 953  | 6,81  | 1,97 | en stagnation |               |
|                                                                 | Ligue nationale                          | 0                                       | 1 256 953  | 6,81  | 1,97 | en stagnation |               |
| Total Confédération                                             | Total Confédération                      | 11                                      | 1 256 953  | 6,81  | 1,97 | 11            |               |
|                                                                 | Coalition pour des gouvernements locaux  | Coalition pour des gouvernements locaux | 144 773    | 0,78  | 0,68 | 0             | en stagnation |
|                                                                 | Minorité allemande                       | Minorité allemande                      | 32 094     | 0,17  | 0,01 | 1             | en stagnation |
|                                                                 | Efficace                                 | Efficace                                | 18 918     | 0,10  | 0,10 | 0             | 1             |
|                                                                 | Action des retraités déçus               | Action des retraités déçus              | 5 448      | 0,03  | 0,03 | 0             | en stagnation |
|                                                                 | Droite de la République                  | Droite de la République                 | 1 765      | 0,01  | 0,01 | 0             | 1             |
|                                                                 |                                          |                                         |            |       |      |               |               |
| Suffrages exprimés                                              | Suffrages exprimés                       | Suffrages exprimés                      | 18 470 710 | 98,89 |      |               |               |
| Votes blancs et invalides                                       | Votes blancs et invalides                | Votes blancs et invalides               | 207 747    | 1,11  |      |               |               |
| Total                                                           | Total                                    | Total                                   | 18 678 457 | 100   | –    | 460           | en stagnation |
| Abstentions                                                     | Abstentions                              | Abstentions                             | 11 575 099 | 38,26 |      |               |               |
| Inscrits / participation                                        | Inscrits / participation                 | Inscrits / participation                | 30 253 556 | 61,74 |      |               |               |

### Sénat
| Composition du Sénat à la suite des élections parlementaires |                                          |                                         |            |       |               |               |               |
| Parti                                                        | Parti                                    | Parti                                   | Voix       | %     | +/-           | Sièges        | +/-           |
|                                                              |                                          | Droit et justice                        | 8 110 193  | 44,56 | 4,57          | 44            | 17            |
|                                                              | Alliance de Jarosław Gowin               | 2                                       | 8 110 193  | 44,56 | 4,57          | 2             |               |
|                                                              | Pologne solidaire                        | 2                                       | 8 110 193  | 44,56 | 4,57          | 2             |               |
|                                                              | Parti républicain                        | 0                                       | 8 110 193  | 44,56 | 4,57          | en stagnation |               |
|                                                              | Parti populaire polonais « Piast »       | 0                                       | 8 110 193  | 44,56 | 4,57          | en stagnation |               |
| Total Droite unie                                            | Total Droite unie                        | 48                                      | 8 110 193  | 44,56 | 4,57          | 13            |               |
|                                                              |                                          | Plate-forme civique                     | 6 490 306  | 35,66 | 4,18          | 42            | 8             |
|                                                              | .Moderne                                 | 1                                       | 6 490 306  | 35,66 | 4,18          | 1             |               |
|                                                              | Initiative polonaise                     | 0                                       | 6 490 306  | 35,66 | 4,18          | en stagnation |               |
|                                                              | Les Verts                                | 0                                       | 6 490 306  | 35,66 | 4,18          | en stagnation |               |
|                                                              | Mouvement pour l'autonomie de la Silésie | 0                                       | 6 490 306  | 35,66 | 4,18          | en stagnation |               |
| Total Coalition civique                                      | Total Coalition civique                  | 43                                      | 6 490 306  | 35,66 | 4,18          | 9             |               |
|                                                              |                                          | Parti paysan polonais                   | 1 041 909  | 5,72  | 1,68          | 2             | 1             |
|                                                              | Union des démocrates européens           | 1                                       | 1 041 909  | 5,72  | 1,68          | 1             |               |
|                                                              | Parti démocratique                       | 0                                       | 1 041 909  | 5,72  | 1,68          | en stagnation |               |
|                                                              | Silésiens ensemble                       | 0                                       | 1 041 909  | 5,72  | 1,68          | en stagnation |               |
| Total Coalition polonaise                                    | Total Coalition polonaise                | 3                                       | 1 041 909  | 5,72  | 1,68          | 2             |               |
|                                                              |                                          | Alliance de la gauche démocratique      | 415 745    | 2,28  | 1,69          | 1             | 1             |
|                                                              | Printemps                                | 1                                       | 415 745    | 2,28  | 1,69          | 1             |               |
|                                                              | La Gauche ensemble                       | 0                                       | 415 745    | 2,28  | 1,69          | en stagnation |               |
| Total La Gauche                                              | Total La Gauche                          | 2                                       | 415 745    | 2,28  | 1,69          | 2             |               |
|                                                              | Coalition pour des gouvernements locaux  | Coalition pour des gouvernements locaux | 331 385    | 1,82  | Nv.           | 0             | en stagnation |
|                                                              |                                          | KORWiN                                  | 144 124    | 0,79  | 0,49          | 0             | en stagnation |
|                                                              | Mouvement national                       | 0                                       | 144 124    | 0,79  | 0,49          | en stagnation |               |
|                                                              | Confédération de la couronne polonaise   | 0                                       | 144 124    | 0,79  | 0,49          | en stagnation |               |
|                                                              | Union des familles chrétiennes           | 0                                       | 144 124    | 0,79  | 0,49          | en stagnation |               |
|                                                              | Parti des chauffeurs                     | 0                                       | 144 124    | 0,79  | 0,49          | en stagnation |               |
|                                                              | Ligue nationale                          | 0                                       | 144 124    | 0,79  | 0,49          | en stagnation |               |
| Total Confédération                                          | Total Confédération                      | 0                                       | 144 124    | 0,79  | 0,49          | en stagnation |               |
|                                                              | Gauche polonaise                         | Gauche polonaise                        | 94 988     | 0,52  | Nv.           | 0             | en stagnation |
|                                                              | Efficace                                 | Efficace                                | 92 006     | 0,51  | Nv.           | 0             | en stagnation |
|                                                              | Silésiens ensemble                       | Silésiens ensemble                      | 50 071     | 0,28  | Nv.           | 0             | en stagnation |
|                                                              | Minorité allemande                       | Minorité allemande                      | 49 138     | 0,27  | en stagnation | 0             | en stagnation |
|                                                              | Kukiz'15                                 | Kukiz'15                                | 46 210     | 0,25  | 1,13          | 0             | en stagnation |
|                                                              | Autres partis                            | Autres partis                           | 87 747     | 0,48  | –             | 0             | –             |
|                                                              | Indépendants                             | Indépendants                            | 1 247 526  | 6,85  | 4,10          | 4             | en stagnation |
|                                                              |                                          |                                         |            |       |               |               |               |
| Suffrages exprimés                                           | Suffrages exprimés                       | Suffrages exprimés                      | 18 201 348 | 97,45 |               |               |               |
| Votes blancs et invalides                                    | Votes blancs et invalides                | Votes blancs et invalides               | 476 582    | 2,55  |               |               |               |
| Total                                                        | Total                                    | Total                                   | 18 677 930 | 100   | –             | 100           | en stagnation |
| Abstentions                                                  | Abstentions                              | Abstentions                             | 11 575 626 | 38,26 |               |               |               |
| Inscrits/Participation                                       | Inscrits/Participation                   | Inscrits/Participation                  | 30 253 556 | 61,74 |               |               |               |

### Analyse et conséquences

Parti arrivé en tête par circonscription à la Diète

Il s’agit de la deuxième fois depuis la chute du communisme qu’une majorité sortante est reconduite. Le pourcentage obtenu par PiS est aussi le plus important jamais obtenu depuis le retour de la démocratie. Cependant, l'entrée au Parlement de la gauche et de l’extrême droite l'empêche de progresser en nombre de sièges. Surtout, le gouvernement perd sa majorité absolue à la chambre haute, l’empêchant ainsi de procéder à des votes rapides de nouvelles lois.
À l'issue d'une réunion de plusieurs heures le 30 octobre, les directions de PiS, Porozumiene et SP se mettent d'accord sur la structure du futur gouvernement. Les trois partis approuvent de recommander Mateusz Morawiecki comme chef du gouvernement au président de la République Andrzej Duda.
Le 8 novembre, Mateusz Morawiecki présente l'organigramme et les membres de sa nouvelle équipe au comité politique de Droit et justice. Il annonce ainsi la création des ministères des Actifs de l'État et du Climat, la fusion du ministère du Développement avec celui des Entreprises, la disparition du ministère de l'Énergie et l'institution d'un ministre des Affaires européennes rattaché à sa chancellerie. Le cabinet est marqué la reconduction de la majorité des ministres sortants, à l'exception du ministre des Investissements Jerzy Kwieciński, pourtant bien perçu dans le pays et à l'étranger. Aucun candidat n'est proposé au ministère des Sports. Le président de PiS Jarosław Kaczyński explique que « il s'agira en grande partie d'un gouvernement de continuité »,,. La composition du cabinet montre un renforcement des « modérés » de la droite au pouvoir, dont est issu le président du Conseil, et un affaiblissement des « radicaux », emmenés par le ministre de la Justice Zbigniew Ziobro. Cette stratégie est principalement destinée à séduire l'électorat centriste dans l'optique de l'élection présidentielle de 2020.
Morawiecki présente le 12 novembre sa démission au président Duda, à l'occasion de l'ouverture de la nouvelle législature. Il se voit charger deux jours plus tard de former un nouveau gouvernement. Bien que la Constitution lui accorde un délai de 14 jours pour remplir sa mission, il présente dès le 15 novembre son équipe de 22 ministres, qui est assermentée par le chef de l'État. Comme dans la liste présentée une semaine plus tôt à PiS, le ministère des Sports reste sans titulaire en raison de la récente élection du ministre sortant Witold Bańka à la présidence de l'Agence mondiale antidopage ; le président du Conseil en assume donc lui-même la direction en attendant d'en désigner un titulaire,.
Le 19 novembre, après avoir tenu son discours de politique générale, Morawiecki sollicite la confiance de la Diète, qu'il obtient par 237 voix pour et 214 contre, avec trois abstentions. En sus du soutien des 235 députés de sa majorité, il reçoit le vote favorable de deux parlementaires de la Coalition civique (KO), qui affirment pourtant avoir émis un vote défavorable, tandis que les abstentions proviennent de la KO, de la Coalition polonaise (KP) et de la minorité allemande.